# Diócesis de Wuzhou
La diócesis de Wuzhou o de Wuchow (en latín: Dioecesis Uceuvensis y en chino: 天主教梧州教区) es una circunscripción eclesiástica de la Iglesia católica en China. Se trata de una diócesis latina, sufragánea de la arquidiócesis de Nanning. Desde el 7 de enero de 2007 su obispo "oficial" es Joseph Tan Yan-quan, de la diócesis patriótica de Guangxi, aunque para el Anuario Pontificio es sede vacante desde 1983. La Asociación Patriótica Católica China en diciembre de 2002 la fusionó con la diócesis de Nanning (la arquidiócesis reducida a diócesis), la parte de la diócesis de Beihai en Guangxi y con la prefectura apostólica de Guilin para erigir la diócesis de Guangxi sin asentimiento de la Santa Sede.

## Territorio y organización
La diócesis extiende su jurisdicción sobre los fieles católicos de rito latino residentes en la parte septentrional de la región autónoma zhuang de Guangxi.
La sede de la diócesis se encuentra en la ciudad de Wuzhou, en donde se halla la catedral.
En 1950 en la diócesis existían 17 parroquias.

## Historia
La misión sui iuris de Wuzhou fue erigida el 30 de junio de 1930 mediante el breve Delegatus Apostolicus del papa Pío XI, obteniendo el territorio del vicariato apostólico de Nanning (hoy arquidiócesis).
El 10 de enero de 1933 la misión sui iuris mediante el breve Omnes homines del papa Pío XI se extendió a otras dieciséis subprefecturas civiles, que pertenecían al vicariato apostólico de Nanning.
El 10 de diciembre de 1934 la misión sui iuris fue elevada al rango de prefectura apostólica con la bula In sublimi Petri del papa Pío XI.
El 9 de febrero de 1938 cedió una porción de su territorio para la erección de la prefectura apostólica de Guilin mediante la bula Quo Christi del papa Pío XI.
El 20 de julio de 1939 la prefectura apostólica fue elevada al rango de vicariato apostólico mediante la bula Quaecumque fidei del papa Pío XII.
El 11 de abril de 1946 el vicariato apostólico fue elevado a diócesis con la bula Quotidie Nos del papa Pío XII.
En 1949 el Partido Comunista de China capturó Wuzhou, se impuso en la guerra civil y proclamó la República Popular China el 1 de octubre de 1949. El 4 de septiembre de 1951 China comunista expulsó al nuncio apostólico Antonio Riberi y la Santa Sede continuó reconociendo a la República de China en Taiwán como el legítimo gobierno chino. Todos los misioneros extranjeros fueron expulsados de China comunista en 1952.
La Asociación Patriótica Católica China fue creada con el apoyo de la Oficina de Asuntos Religiosos de la República Popular de China en 1957, con el objetivo de controlar las actividades de los católicos en China. Su nombre público es Iglesia católica china y es referida como la "Iglesia oficial" en contraposición a la "Iglesia subterránea" o "Iglesia clandestina" leal a la Santa Sede.
En el período de 1966 a 1976 la Revolución Cultural se ensañó especialmente contra la religión, destruyéndose numerosas iglesias y cesaron todas las actividades religiosas en la diócesis. La diócesis reasumió sus actividades en la década de 1980.
Desde 1999 el gobierno chino ha intentado reunir las cuatro circunscripciones de la región autónoma de Guangxi (la diócesis patriótica de Nanning, la diócesis de Wuzhou, la parte de la diócesis de Beihai en Guangxi y la prefectura apostólica de Guilin) en una sola, renombrando el nuevo distrito eclesiástico "diócesis de Guangxi". El obispo "oficial" de Wuzhou, Benedict Cai Xiufeng, ha sido colocado al frente de la nueva diócesis, que desde 2003 cuenta también con un obispo coadjutor, Jean-Baptiste Tan Yanquan. El 20 de agosto de 2007 falleció Cai Xiufeng.
El 22 de septiembre de 2018 se firmó en Pekín el Acuerdo provisional entre la Santa Sede y la República Popular de China sobre el nombramiento de los obispos. El 22 de octubre de 2020 el acuerdo fue prorrogado por otros dos años y en octubre de 2022 por otros dos años más.
Debido a la situación particular de la Iglesia católica en China, la Santa Sede no nombra obispos para las diócesis chinas, que son sedes oficialmente vacantes incluso en presencia de obispos reconocidos por Roma.

## Estadísticas
Según el Anuario Pontificio 1951 la diócesis tenía a fines de 1950 un total de 19 871 bautizados.
| Año                                                                             | Población            | Población | Población      | Sacerdotes | Sacerdotes    | Sacerdotes    | Bautizados por sacerdote | Diáconos permanentes | Religiosos | Religiosos | Parroquias |
| Año                                                                             | Bautizados católicos | Total     | % de católicos | Total      | Clero secular | Clero regular | Bautizados por sacerdote | Diáconos permanentes | Varones    | Mujeres    | Parroquias |
| ------------------------------------------------------------------------------- | -------------------- | --------- | -------------- | ---------- | ------------- | ------------- | ------------------------ | -------------------- | ---------- | ---------- | ---------- |
| 1950                                                                            | 19 871               | 3 549 098 | 0.6            | 2          | 2             |               | 9935                     |                      |            | 17         | 17         |
| Fuente: Catholic-Hierarchy, que a su vez toma los datos del Anuario Pontificio. |                      |           |                |            |               |               |                          |                      |            |            |            |

## Episcopologio
- Bernard Francis Mayer, M.M. † (30 de octubre de 1931- 20 de julio de 1939 renunció)
- Frederic Anthony Donaghy, M.M. † (20 de julio de 1939-1983 retirado)
  - Sede vacante